# Mini Andén
Susanna Clara Elisabeth Andén (Estocolmo; 7 de junio de 1978), conocida como Mini Andén, es una exmodelo, actriz y productora sueca. Es más conocida por sus papeles en The Mechanic y Chuck.

## Trayectoria
Andén comenzó como modelo a los 10 años, uniéndose a Elite Model Management a los 15 años. Ha aparecido en la portada de varias  importantes revistas como Vogue, Marie Claire, Cosmopolitan y ELLE. Ha participado en campañas de moda para Calvin Klein, Donna Karan, BCBG, Louis Vuitton, Hugo Boss y Gucci. 
Ha aparecido también en el catálogo de Victoria's Secret varias veces. Luego, prestó su imagen para uno de los perfumes femeninos de Giorgio Armani.
Audicionó para obtener el papel de Lara Croft en el videojuego Tomb Raider: Legend, pero finalmente el rol fue dado a Karima Adebibe.
Fue juez en el concurso de Miss Universo de 2001. Ha aparecido en varias películas e incluso produjo una, llamada Buffoon.

## Vida personal
Andén se casó con el modelo Taber Schroeder en 2001. Ambos viven en Los Ángeles, California.

## Agencias
- Elite Model Management - Nueva York
- T Model Management
- Mikas - Estocolmo
- Action Management
- IMG Models - Nueva York
- Iconic Management

## Filmografía

### Cine y televisión
- Trend Watch (2003) - Anfitriona
- Victoria Secret Fashion Show (2003) - Modelo
- Bufoon (2003) - Productora ejecutiva
- Point&Shoot (2004) - Mini
- Ocean's Twelve (2004) - Supermodelo
- Au suivant! (2005) - Esposa de Riley
- Prime (2005) - Susie
- N.C.I.S. (2005) - Hannah Bressling
- Monk (2006) - Natasia Zorelle
- Ugly Betty (2006) - Aerin
- Fashion House (2006) - Tania Ford
- Dirt (2007) - Coestrella de Holt
- Entourage (2007) - Samantha
- Shark (2007) - Katie Paget
- Chuck (2007, 2010, 2011) - Carina[2]
- Rules Of Engagement (2008) - Melissa
- My Best Friend's Girl (2008) - Lizzy
- My Boys (2008) - Elsa
- Tropic Thunder (2008) - Krista
- G-Force (2009) - Christa
- CSI: Miami (2009-2010) - Anna Kitson
- Knight Rider (2009) - Anfitriona de Club
- The Proposal (2009) - Simone
- Nip/Tuck (2010) - Willow Banks
- The Mechanic (2011) - Sarah
- Bones (2011) - Brittany Stephenson
- Solsidan (2012) - Kia